# ملعب كامبينغ وورلد
ملعب فلوريدا سيتريوس باول (بالإنجليزية: Florida Citrus Bowl Stadium) هو ملعب كرة قدم يقع في أورلاندو، الولايات المتحدة، يتسع لـ 65,438 متفرج.

## التاريخ
تم وضع حجر الأساس للملعب في 1936. افتتح الملعب في 1936. كانت تكلفة إنشاء الملعب 115,000,38 دولار

## أهم الأحداث التي استضافها
- كأس العالم لكرة القدم 1994